# Angela Smecca
Angela Smecca (* 5. Dezember 1974 in Gevelsberg) ist eine deutsche Sängerin und Schauspielerin.
Smecca wurde an der Seite von Stephan Remmler bekannt, als sie mit ihm zusammen 1984 das Lied Feuerwerk unter dem Namen „Stephan und Nina“ sang. Die damals Neunjährige wurde aus zahlreichen Bewerberinnen ausgewählt, die sich über eine Suchaktion der Bild-Zeitung um den Platz an Remmlers Seite bewarben. Das Lied Feuerwerk sollte ursprünglich im Duett mit Nina Hagen produziert werden, was allerdings an vertragsrechtlichen Hindernissen scheiterte, so dass stattdessen ein Kind als Duettpartnerin gesucht wurde. Smecca musste sich für Fernsehauftritte und Videoproduktionen die Haare abrasieren lassen, damit sie dem ebenfalls kahlgeschorenen Remmler ähnelte. Feuerwerk platzierte sich in den deutschen Single-Charts auf Platz 32. Die ebenfalls internationalen Versionen (Fireworks auf Englisch und Fuegos artificiales auf Spanisch) konnten sich kommerziell nicht durchsetzen. Weitere Sprachfassungen auf Italienisch und Französisch blieben gänzlich unveröffentlicht.
1987 spielte Smecca – nun wieder mit langen Haaren – die Hauptrolle in dem Spielfilm Krieg der Töne an der Seite von Holger Czukay. In diesem Film war auch Remmler in einer kleinen Nebenrolle zu sehen. 1988 arbeitete Smecca erneut mit Remmler zusammen, begleitete ihn gesanglich bei dessen Lied Bahia und war auch im dazugehörigen Video zu sehen.
Smecca lebt heute im Ruhrgebiet.